# Epidendrum coriifolium
Epidendrum coriifolium es una especie de orquídea epífita del género Epidendrum.

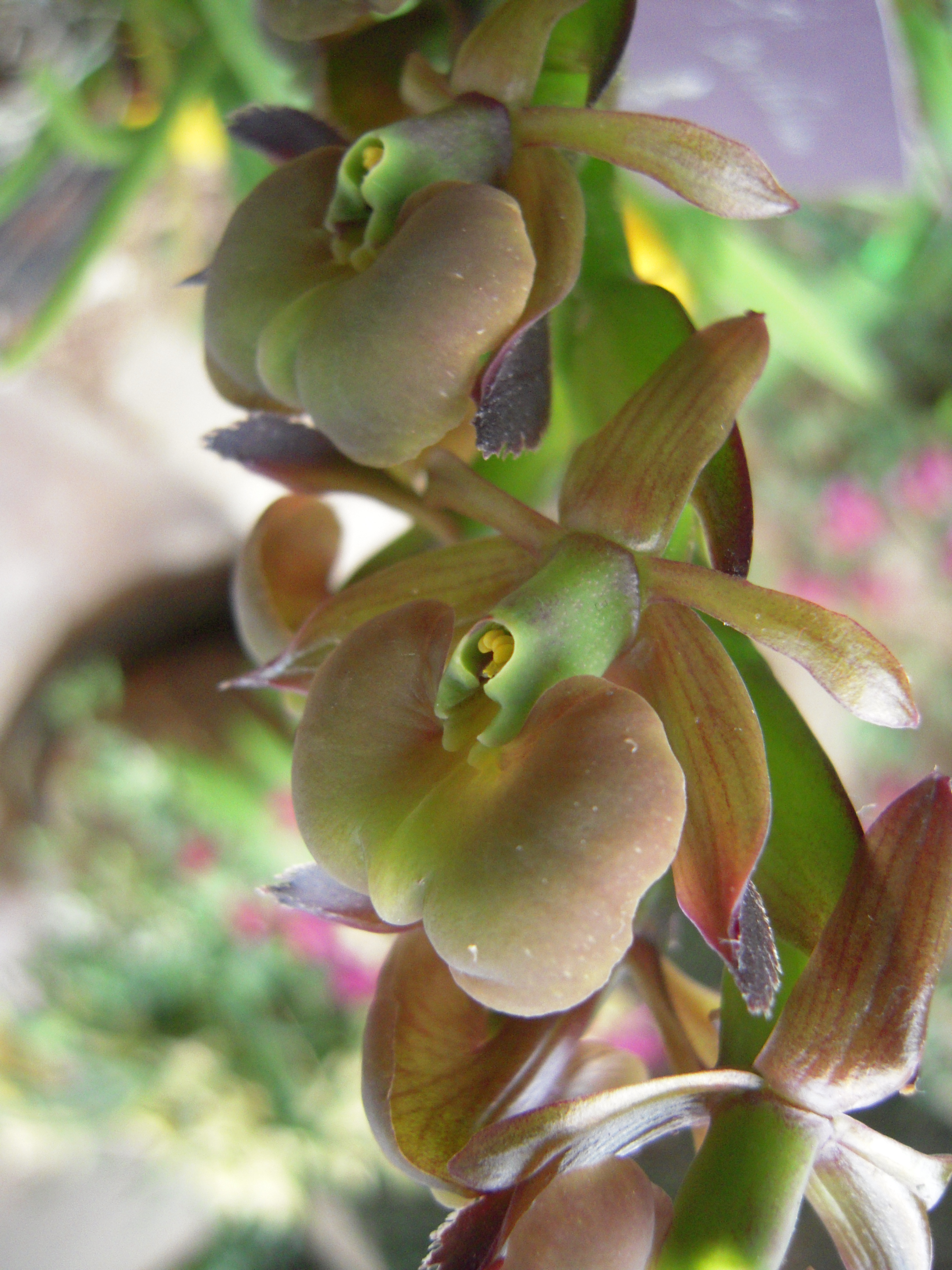
Detalle de la flor

## Descripción
Es una orquídea epifita rizomatosa; con tallos secundarios de 10–35 cm de alto y 10–12 mm de ancho, comprimidos, ligeramente alados, apicalmente 3-foliados. Hojas de 7–13 cm de largo y 2–2.5 cm de ancho, ápice redondeado y retuso, coriáceas. Inflorescencia un racimo espiciforme de 26 cm de largo, con  15 flores, el pedúnculo de 5 cm de largo, las brácteas pedunculares similares a las florales, hasta 4 cm de largo, conduplicadas, fuertemente carinadas y comprimidas, las brácteas florales envainando y ocultando los pedicelos y el ovario, ascendentes, no ocultando el resto de las flores, las flores con sépalos verdes o a veces café obscuros y pétalos verdes, el nervio central café-verde oliva, el labelo verde obscuro con manchas cafés y verde olivas; sépalo dorsal 20 mm de largo y 8 mm de ancho, los sépalos laterales 20 mm de largo y 10 mm de ancho, ápices acuminados y reforzados, carinados; pétalos de 18 mm de largo y 3 mm de ancho, obtusos; la porción libre del labelo reniforme, de 16 mm de largo y 20 mm de ancho, simple, ápice redondeado, carnosa, conduplicada cuando joven, bordes ligeramente dentados, disco con 2 callos pequeños en la base y 1 callo carnoso y engrosado a lo largo del labelo; columna 7 mm de largo; ovario y pedicelo juntos 2–3 cm de largo.

## Distribución y hábitat
Se encuentra en México, Costa Rica, Panamá, Colombia, Ecuador, Perú, Bolivia y Venezuela, en los bosques húmedos montanos subtropicales en elevaciones de 350 a 1500 metros  en pendientes pronunciadas.

## Taxonomía
Epidendrum coriifolium fue descrita por John Lindley y publicado en Journal of the Horticultural Society of London 6: 218–220, f. 1851.
Etimología
Ver: Epidendrum
coriifolium: epíteto latino que significa "con hojas coriáceas".
Sinonimia
- Epidendrum fuscopurpureum Schltr.
- Epidendrum subviolascens Schltr.[3][4]